# P. G. T. Beauregard

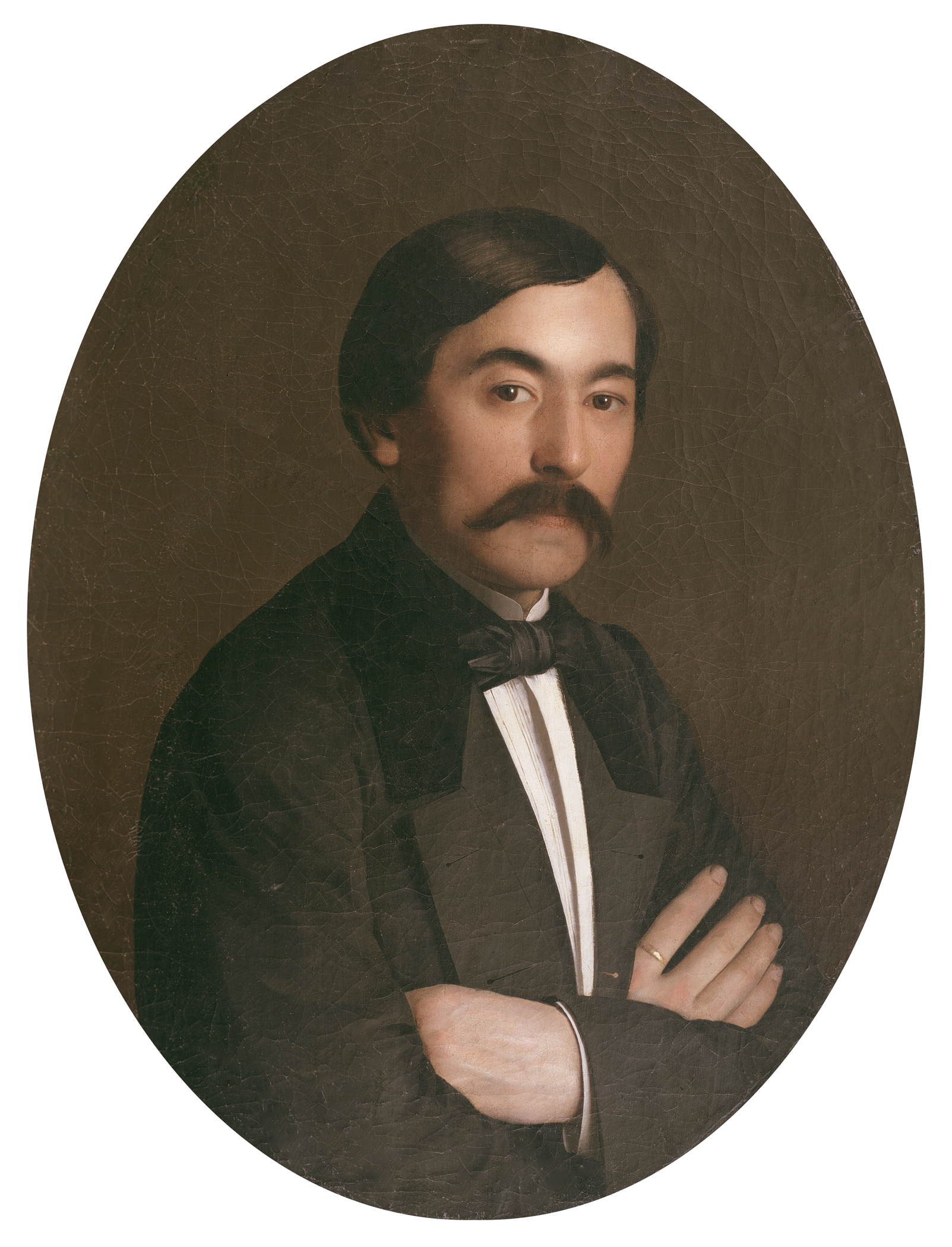
Pierre G. T. Beauregard fiatalon, Richard Clague festménye

Pierre Gustave Toutant Beauregard (St. Bernard megye, Louisiana, 1818. május 28. – New Orleans, 1893. február 20.) Louisianában született frankofón amerikai katona, politikus, feltaláló, író és közszolga. Általában P. G. T. Beauregard néven említik a források, de valójában ritkán használta Pierre keresztnevét. Levelezését például a G. T. Beauregard szignóval látta el.
Az Amerikai Konföderációs Államok első széles körben hírnevet szerző, prominens tábornoka az amerikai polgárháborúban.
Mérnöki képesítését a West Point katonai akadémián szerezte, hadmérnökként kiemelkedő teljesítményt nyújtott az 1848-as mexikói–amerikai háborúban. Rövid West Point-i kitérő után 1861-ben, a tizenegy déli állam elszakadása után kilépett az Amerikai Egyesült Államok haderejéből, és hamarosan a Konföderáció első dandártábornoka lett. Ő vezette 1861. április 12-én a dél-karolinai Charleston védőit még a polgárháború kezdetén, Fort Sumter ostrománál. Három hónappal később diadalt aratott a Bull Run-i csatában Manassasnál.
A Beauregard parancsnoksága alatt álló csapatok a nyugati hadszíntéren részt vettek a shiloh-i csatában Tennesseeben és Corinth ostromában Észak-Mississippiben. Ezt követőben visszatért Charlestonba és megvédte a várost az Unió 1863-as partraszállási kísérletei és szárazföldi támadásai ellen. Legkimagaslóbb katonai eredménye Petersburg fontos ipari városának megvédése volt az 1864. júniusi csatában, amellyel közvetve a közeli konföderációs fővárost, Richmondot védte a nyomasztó uniós túlerővel szemben.
A Konföderáció általános katonai stratégiájára való befolyását csökkentette az elnökkel, Jefferson Davisszel és más vezető beosztású tábornokokkal való rossz viszonya. 1865 áprilisában Beauregard és közvetlen parancsnoka, Joseph E. Johnston tábornagy meggyőzte Davist és a megmaradt kormánytagokat, hogy a háborúnak véget kell vetni. Johnston és a konföderáció megmaradt haderejének többsége, soraiban Beauregard katonáival, letette a fegyvert William Tecumseh Sherman tábornok előtt.
Katonai pályafutása végeztével Beauregard hazatért Louisianába és vasúti tisztviselő lett. Később a Louisiana Lottery szerencsejáték népszerűsítésével szerzett vagyont magának.

## Fiatal évei és tanulmányai
Beauregard a Contreras nevű cukornádültetvényen született a louisianai St. Bernard megyében, New Orleanstól körülbelül 30 km-re, francia ajkú kreol családban. Édesanyja Hélène Judith de Reggio volt, aki egy itáliai nemesi család tagjaként vándorolt ki Franciaországba, majd azt követően Louisianába. Férje a francia és walesi ősöktől származó Jacques Toutant-Beauregard lett. Összesen négy fiuk és három lányuk született, közülük a harmadik gyermek volt Pierre Gustave Toutant. Beauregard New Orleans-i magániskolákban kezdte tanulmányait, majd a New York-i Francia Iskolába iratkozott be. Tizenkét éves korában, négyéves New York-i tartózkodása alatt tanult meg angolul beszélni.
Az Egyesült Államok Katonai Akadémiáján, a West Pointon folytatta tanulmányait. Tanárai egyike az a Robert Anderson őrnagy volt, aki később a Sumter-erőd ostromát követően Beauregard előtt tette le a fegyvert. A West Pointra való jelentkezése idején Beauregard elhagyta a kötőjelet nevéből, és a Toutant-t második keresztnévként kezdte kezelni, hogy beilleszkedjen társai sorába. Ezt követően ritkán említette a Toutant-t, és mint G. T. Beauregard nevezte magát. Osztálymásodikként végzett 1838-ban, tüzérként és katonai mérnökként kitűnve. Barátaitól több becenevet kapott, úgy mint: „Kis kreol”, „Bory”, „Kis francia”, „Felix”, „Kis Napóleon”.

## Az Egyesült Államok hadseregében teljesített szolgálata
A mexikói–amerikai háborúban Beauregard hadmérnökként szolgált Winfield Scott altábornagy parancsnoksága alatt. A contrerasi és a churubuscói ütközetekben való részvételért címzetes századossá léptették elő, a chapulteci ütközetben szerzett váll- és combsebesülése után pedig őrnagy lett. Scott egyik haditanácsán meggyőző érveléssel rávette a tábornoki kart véleménye megváltoztatására, miáltal elérte a Chapultec erőd támadási tervének átdolgozását. Egyike volt a Mexikóvárost elsőként elérő tiszteknek. Beauregard a veszélyes felderítési akciókban és a stratégia kidolgozásában végzett tevékenységét jelentősebbnek érezte, mint mérnök kollégája, Robert E. Lee százados teljesítményét, ezért kiábrándultan fogadta, hogy Lee-t és más tiszteket magasabb beosztásokba léptették elő.
Beauregard 1848-ban tért haza Mexikóból. A rákövetkező 12 évben a Mississippi és a delta tóvidékének védelmét szervezte Louisianában a hadmérnöki kar utasításai alapján. Jelentősebb hadmérnöki munkát azonban máshol végzett, például Florida és Mobile alabamai partvidékén, ahol régebbi erődöket erősített meg és újakat is épített. Szintén ő erősítette meg a St. Philip és Jackson erődöket a Mississippi mentén, New Orleanstól délre. Részt vett a hadsereg és a flotta mérnökeinek tanácsában, amely a Mississippi deltatorkolatának hajózhatóságát javította. Megtervezett és szabadalmaztatott egy „önműködő mederkotrót”, agyag és homokzátonyok elsimítására. Még mint a hadsereg tagja, segítette Franklin Pierce demokrata elnökjelölt, a mexikói háborúban részt vett egykori tábornok választási kampányát 1852-ben. Pierce-et annak idején lenyűgözte Beauregard Mexikóvárosi teljesítménye, ezért az 1848-ban épített New Orleans-i szövetségi vámház hatalmas gránit épületének főmérnökévé tette. Beauregard fő problémája az volt, hogy a laza louisianai talajon emelt épület dőlni és süllyedni kezdett, ezért renoválási programot kellett indítani. Ebbéli tevékenységét 1853 és 1860 között látta el és végül sikeresen stabilizálta az építményt.
New Orleans-i tevékenysége során Beauregard kiábrándult a tisztek békeidőben végzett munkájából. 1856 végén jelentette a hadsereg mérnökkarának, hogy William Walker Nicaraguát meghódító kalandoraihoz fog csatlakozni. Walker saját helyettesévé akarta tenni. Winfield Scott, a hadsereg rangidős tábornoka és más főtisztek azonban meggyőzték Beauregard-t, hogy ne hagyja el az Amerikai Egyesült Államokat. Rövid kirándulást tett a politikai életben is, mint New Orleans polgármesterjelöltje, akinek 1858-as megmérettetését egyaránt támogatta a Whig és a Demokrata párt, de a Semmittudók mozgalom (Know Nothing párti) jelölttel szemben kis különbséggel elvesztette a választást.
Sógora, John Slidell politikai befolyását felhasználva 1861. január 23-án Beauregard megszerezte a West Point katonai akadémia szuperintendensi pozícióját. Öt nap múlva, amikor Louisiana elszakadt az Egyesült Államoktól, utasításait visszavonták és elhagyta beosztását. A hadügyminisztériumhoz ment panaszával, miszerint „a hadmérnöki karban betöltött szerepét és tisztességét kedvezőtlen fénybe állították” azzal, hogy déli katonaként bélyegezték meg, még mielőtt az ellenségeskedés kezdetét vette volna.

## Családi élete
1841-ben Beauregard elvette Marie Antoinette Laure Villeré-t (1823. március 22.–1850. március 21.), Jules Villeré, Plaquemines Parishbe való cukornádültetvényes lányát, aki az egyik legismertebb francia ajkú kreol család tagja volt Dél-Louisianában. Marie apai nagyapja Jacques Villeré, Louisiana második kormányzója volt. Szemét kéknek, bőrét világos árnyalatúnak írták le. Három gyermekük született, René (1843–1910), Henri (1845–1915), és Laure (1850–1884). Marie 1850 márciusában, Laure születése közben meghalt.
Tíz évvel később az özvegy Beauregard feleségül vette Caroline Deslonde-ot, André Deslonde, St. James Parish-beli cukornád-ültetvényes lányát. Caroline John Slidell louisianai szenátor és később konföderációs diplomata sógornője volt. 1864 márciusában halt meg az unionista megszállás alatt álló New Orleansban. Nem született közös gyermekük.

## A polgárháborúban

### Charleston
|  | „Az első találkozás alkalmával a legtöbb ember megütközött [Beauregard] „külhoni” kinézetén. Arcbőre sima és kreolszínű volt, szeme sötét és gallos melankóliát árasztó tekintete álmatag volt. Fekete hajának árnyalatát az 1860-as évekre színezőanyaggal őrizte. Feltűnően jóképű volt, vonzotta a nők érdeklődését, de valószínűleg nem mértéktelenül, vagy törvénytelenül. Sötét kecskeszakállat és bajuszt növesztett, mellyel leginkább III. Napóleonra emlékeztetett, Franciaország akkori uralkodójára – noha inkább szerette magát az ünnepeltebb Napoleon Bonaparte másának képzelni. ” |
|  | |

Beauregard gőzhajóval New Yorkból New Orleansba utazott, és csakhamar katonai tanácsokat adott a helyi közigazgatásnak, beleértve a New Orleansba vezető vízi utakat védő St. Philip és Jackson erődök további megerősítését. Louisiana állam hadsereg-parancsnokságának elnyerésében reménykedett, de csalódására Braxton Bragget nevezték ki helyette. Bragg felismerte, hogy kihívta maga ellen Beauregard-t, és hogy leszerelje ellenállását, ezredesi előléptetést kínált neki. Beauregard ehelyett közlegényként jelentkezett az „Orleans Guards”-ba, a francia ajkú kreol arisztokraták zászlóaljába. Ezzel egy időben, Slidellel és Davisszel egyeztetve, rangidős beosztásért folyamodott a konföderációs hadseregben. Annak kilátása, hogy Beauregard esetleg az egész hadsereg parancsnoka lesz, feldühítette Bragget. Davis ekkortájt aggódott az unionista katonaság Fort Sumterben való jelenléte miatt, és Beauregard tökéletes jelöltnek tűnt az ottani feladatok megoldására: nemcsak karizmatikus déli vezetőegyéniség volt, de egyben hadmérnök is, melynek folytán Davis Beauregard-t nevezte ki a charlestoni véderők parancsnokává.
Beauregard lett a Konföderáció első tábornoka, amikor 1861. március 1-jén a Konföderált Államok Ideiglenes Hadseregében dandártábornokká nevezték ki. (A Bull Run-i győzelem kivívásakor július 21-én léptették elő a Konföderációs Hadsereg hét tábornagyának egyikévé; kinevezése időpontja szerint ötödik rangidős lett a tábornagyok közötti szenioritási sorrendben Samuel Cooper, Albert Sidney Johnston, Robert E. Lee, és Joseph E. Johnston mögött.)

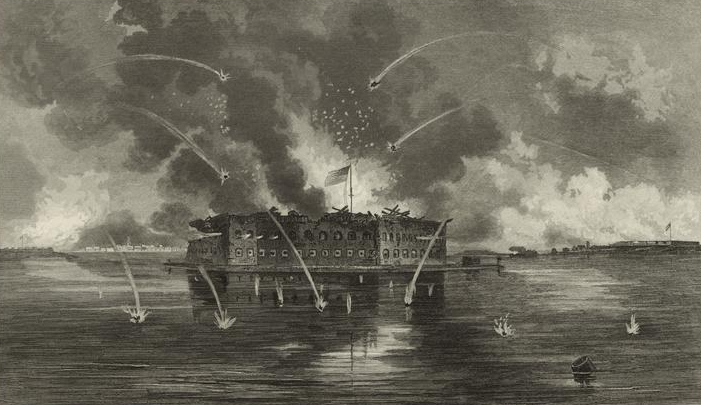
Fort Sumter lövetése, 1861.
George Edward Perine (1837–1885) vésete.

1861. március 3-án Charlestonba érve Beauregard találkozott Francis W. Pickens kormányzóval, és szemrevételezte a kikötő védműveit, amelyeket nagy káoszban talált. Állítólag „igen energikusan és nagy hévvel látott munkához, … de kevés szakértelmet, vagy tudást mutatva”. Robert Anderson őrnagy az ostromlott Fort Sumter erődjéből azt írta Washingtonba, miszerint 1837-es west pointi diákjának, Beauregard-nak kinevezése garantálni fogja, hogy Dél-Karolina akcióit „szakértelemmel és józan ítélőképességgel fogják kivitelezni”. Beauregard azt írta az első konföderációs fővárosba, Montgomery-be küldött levelében, hogy Anderson „rendkívül lovagias tiszt”. Ennek ellenére nem habozott tüzet nyitni öreg tanárára és barátjára. Több alkalommal kiváló brandyket és whiskey-ket, valamint szivarokat küldött Andersonnak és tiszttársainak az erődbe, de ezeket Anderson visszaküldette.
Április elejéig a politikai feszültség egyre nőtt, melyre reagálva Beauregard Fort Sumter megadását követelte, mielőtt az uniós expedíció megérkezhetett volna az erőd számára szánt utánpótlással. Április 12-én kora hajnalban a tárgyalásnak vége szakadt, és Beauregard szárnysegédei, akiket Andersonnal tárgyalni küldött, elrendelték az erőd lövetését. Az amerikai polgárháború első lövéseit a szomszédos Fort Johnsonból adták le. Az ostrom 34 órán át tartott, több ezer lövedéket lőttek ki a kikötő körül álló lövegek, míg Anderson április 14-én feladta az erődöt. Beauregard életrajzírója, T. Harry Williams megörökítette, milyen extravagáns megbecsülésben részesült „Fort Sumter hőse” ezért a győzelemért „ő lett Dél első lovagja”.

### ABull Run-i csata (1861)

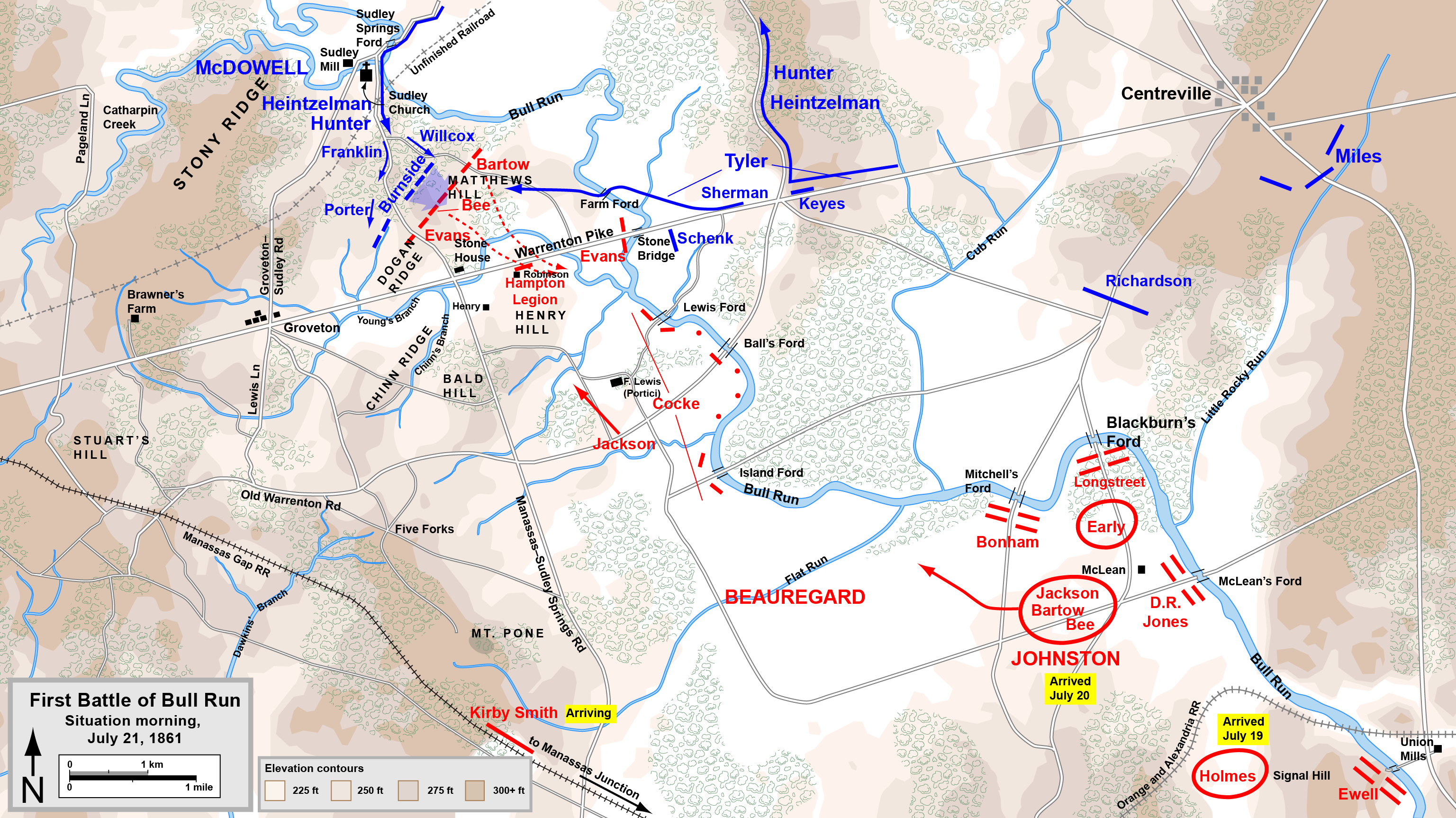
A csapatok elhelyezkedése az első Bull Run-i ütközet kezdetén.

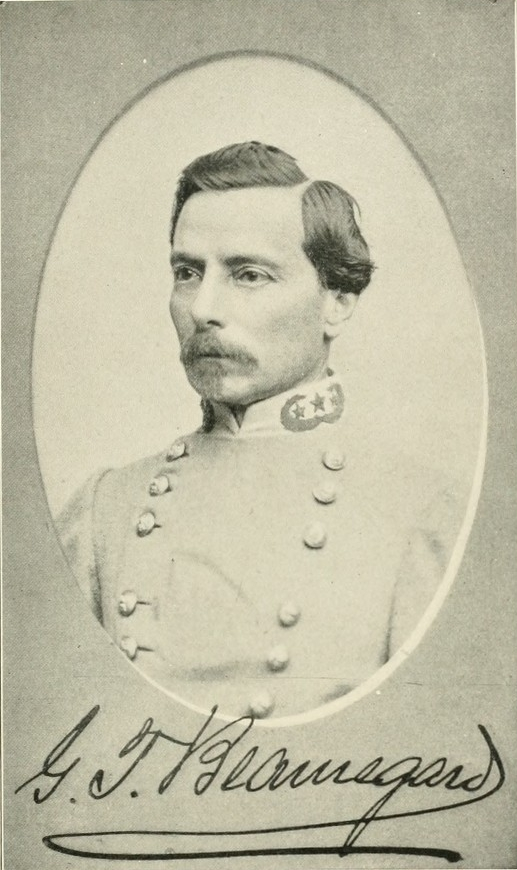
P. Gustave Toutant Beauregard, a konföderáció tábornagya

A konföderációs főváros, Richmond felé tartva Beauregard-t hősként ünnepelték minden állomásán. Megkapta az Alexandria-vonal parancsnokságát, az Irvin McDowell dandártábornok szervezte uniós haderő a manassasi vasúti csomópont elleni várható támadásának kivédése céljával. Beauregard stratégiai terve szerint Johnston Shenandoah-völgyi hadseregét és a sajátját összevonva nem csak megvédte pozícióját, de támadással fenyegette a Washingtont védő McDowellt. Johnston rangidőssége ellenére nem ismerte a terepet, ezért a küszöbönálló összecsapás taktikai tervezését – szakmai előzékenységet tanúsítva – átengedte Beauregard-nak. Davis elnök Beauregard sok kezdeményezését utasította el kivitelezhetetlenség miatt, melyet a Konföderációs hadsereg 1861-es tapasztalatlan állapota okozott. A háború folyamán Davis és Beauregard folyamatos vitában áll afölött, hogy utóbbi hivatásos hadseregre vonatkozó tankönyvi elvek alapján tervezett háborús stratégiákat. Davis úgy érezte, hogy Beauregard mindennemű gyakorlati logisztikát, felderítést, katonai erőfölényt és -hátrányt, valamint politikai megfontolást sutba vág.
A Bull Run (Manassas) mellett vívott első ütközet 1861. július 23-án kora reggel kezdődött, mindkét felet meglepve. McDowell és Beauregard egyaránt azt tervezte, hogy a jobbszárny felől keríti be ellenfelét. McDowell támadott elsőként, egységei átkeltek a Bull Run (Occoquan folyó) folyásán és Beauregard balszárnyát fenyegették. Beauregard egy ideig még a jobbszárnyán, Centreville felé való támadás irányába szándékozta mozgatni hadseregét, de a tizenkét dandár (és számtalan alacsonyabb egység) méretűre növő egyesített hadsereg közvetlen irányítása meghaladta lehetőségeit és törzse irányítóképességét. A jobbszárny dandárai mind Ewell nem mozduló dandárjára vártak, mivel Beauregard a felkészülés után elfelejtette utasítani rá, hogy induljon is el. Johnston sürgette, hogy vele együtt menjen a fenyegetett szárnyon a Henry House Hillre, melyet kis erőkkel védtek. Átlátva az uniós erők támadásának súlyponti jellegét Beauregard ragaszkodott hozzá, hogy Johnston hagyja el a fenyegetett körzetet, és a csata irányítását két és fél kilométerrel hátrábbra eső állásból vegye át. Beauregard eközben felsorakoztatta az ezredeket, soraik közé lovagolva lobogtatta az zászlaikat, lelkesítette a katonákat, és a konföderációs frontvonal kitartott állásában.
Amikor Johnston utolsó csapatai is megérkeztek a Shenandoah völgyből, a konföderációs hadsereg ellentámadásba lendült. Ez elsöpörte az uniós vonalakat és megszalasztotta az egész hadsereget, amely visszamenekült Washington felé. William C. Davis történész Johnstonnak tulajdonítja a győzelem érdemének nagyját, mivel a fő taktikai döntést ő hozta meg, míg „Beauregard leginkább olcsó regényhősként játszotta a tábornoki szerepkört: egyik ezredének élére állva vezette annak rohamát, a katonák hurrázását fogadta, miközben ellovagolt előttük és elismerő szavakat mondott nekik válaszként. Taktikai döntéshez leginkább az a lebegtetett szándéka hasonlít, hogy visszavonuljon a Henry Hill vonalból, mikor rövid ideig összetévesztette Johnston erősítésének előrenyomulását friss uniós csapatok érkezésével”. Ennek ellenére Beauregard zsebelte be a sajtó és a közvélemény elismerését. Július 23-án Johnston javasolta Davis elnöknek, hogy Beauregard-t léptessék elő tábornaggyá. Davis jóváhagyta, és Beauregard kinevezésének napját győzelme napjára, július 21-re datálták.

Beauregard egységeinek harci lobogója

A Bull Runi ütközetben elért győzelmet követően a harctéri tévedések elkerülése érdekében Beauregard előterjesztette a Stars and Bars-nak nevezett (vörös háttérben kék andráskereszten a konföderációs államokat szimbolizáló fehér csillagokkal díszített zászló) a szövetségi lobogótól eltérő hadi lobogót. Johnstonnal és William Porcher Milesszal közösen alkotta meg a Konföderációs hadi lobogót. Az első három lobogót Beauregard, Johnston és Earl Van Dorn részére úgy sikerült elkészíteni, hogy déli hölgyek selyemanyag hiányában saját ruhatáruk darabjait áldozták fel, s ezért ezek a zászlók inkább feminin rózsaszínben pompáztak, mintsem harcias vörösben. Beauregard egész konföderációs pályafutása alatt azért fáradozott, hogy lobogóját elfogadtassa; népszerűség tekintetében sikerült is túlszárnyalnia minden más konföderációs szimbólumot.
A hadsereg téli szállásra vonulásakor Beauregard jelentős meghasonlást idézett elő a főparancsnokság köreiben. Igen nyomatékosan követelte Maryland megtámadását, miáltal Washington városának oldalait és hátát tudták volna fenyegetni. Amikor a tervet kivitelezhetetlenség miatt elutasították, kérte áthelyezését New Orleansba, mivel aggódott, hogy nem sokkal később uniós támadás fogja érni szülővárosát, de kérelmét szintén elutasították. Hadseregének elégtelen ellátmánya miatt összetűzésbe került Lucius B. Northrop főkomisszárral, Davis személyes barátjával. A közvélemény elé tárta abbéli kétségeit, hogy a konföderációs hadügyminiszter vajon elegendő hatáskört ad-e egy a frontvonalban tevékenykedő tábornagynak. A Bull Runi ütközetről küldött jelentésének sajtóban való megjelenése különösen felmérgesítette Davist, mivel azt sugallta, hogy az elnök beavatkozása akadályozta meg McDowell menekülő hadseregének üldözésében és teljes megsemmisítésében, majd pedig Washington elfoglalásában.

### Shiloh és Corinth

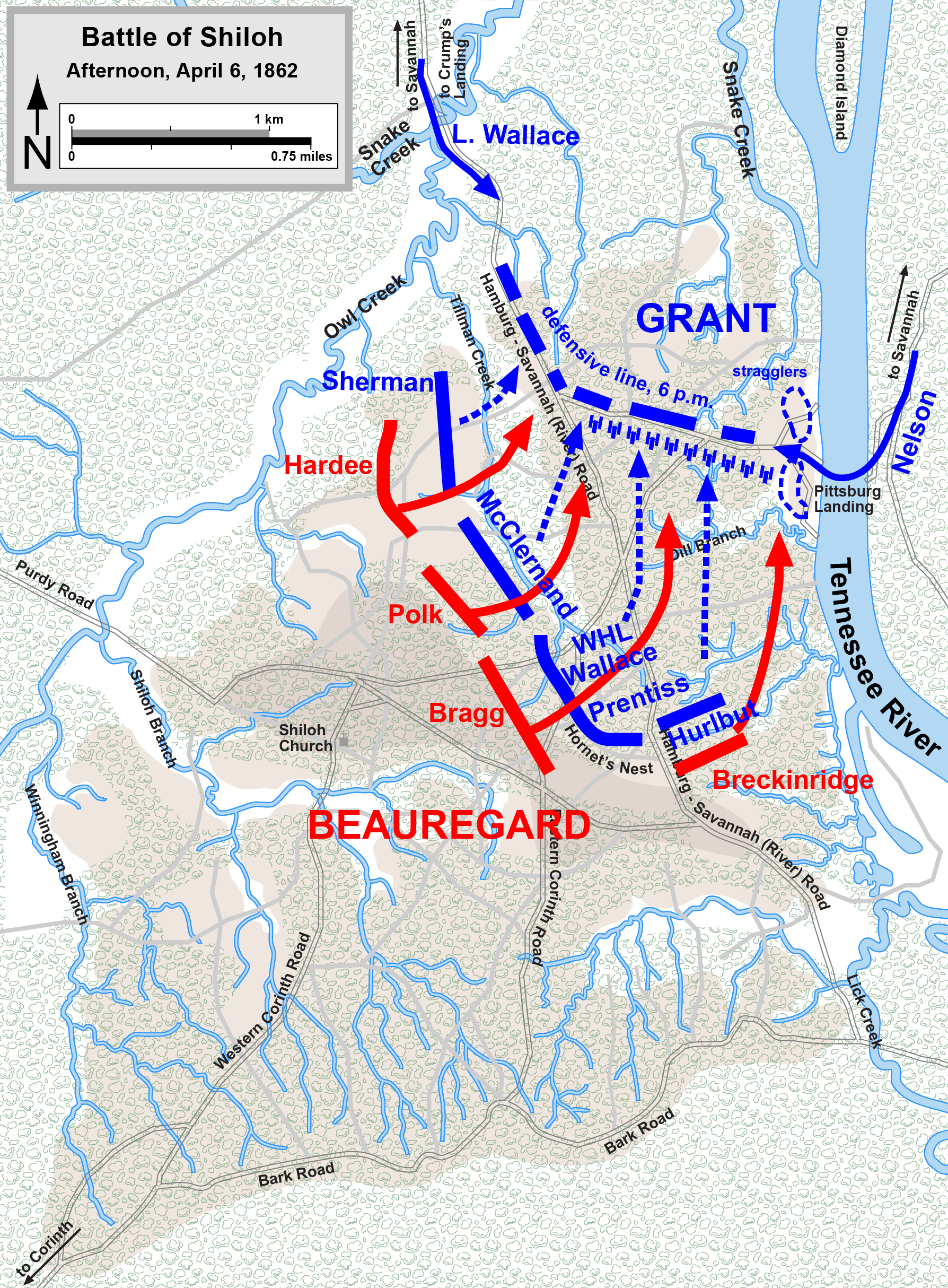
A Shiloh-i csata térképe 1862. április 6. délutánjának helyzetét ábrázolja, miután Beauregard átvette a parancsnokságot

Miután Virginiában politikailag terhessé vált az adminisztráció számára, Beauregard-t átvezényelték Tennessee-be, ahol 1862. március 14-én Albert Sidney Johnston tábornagy helyettese lett a Mississippi hadsereg kötelékében. A két tábornok nagyarányú konföderációs csapatkoncentrációt tervelt ki Ulysses S. Grant vezérőrnagy előrenyomulásának megállítása céljából, mielőtt az egyesülhetett volna Don Carlos Buell vezérőrnagy csapataival és a Tennessee mentén fekvő Corinth ostromára vonulhattak volna. A Shiloh-i csatában 1862. április 6-án a konföderációs katonák meglepetésszerű támadást intéztek a Grant által vezetett Tennessee hadsereg ellen, és kis híján legyőzték. Ezúttal egy másik rangidős tábornok, Johnston tábornagy engedte át a tervezést az alacsonyabb katonai rangú Beauregard-nak. Azonban a lendületes frontális támadást gátolta, hogy Beauregard rosszul szervezte meg a csapatokat – kb. 5 km hosszú vonalakban, egymás után támadtak a hadosztályok ahelyett, hogy minden hadosztálynak egymás mellett jelölte volna ki a helyét a vonalban, és vállt vállnak vetve támadhattak volna. Ez a csapatok összekeveredését és a parancstovábbítás káoszát okozta, továbbá nem lehetett a vonal adott részén súlypontot képezni, ami által elérhető lett volna a támadás általános célja. Délután Johnston a front közelében halálos sebet kapott. Beauregard ekkor a hadsereg hátsó vonalaiból küldte előre az erősítést, és átvette a parancsnokságot a hadsereg és Johnston egész katonai hivatala fölött, melyet Department No. 2 (Második minisztérium, vagy hivatal) neveztek. A sötétség leszálltával leállította a támadást Grant utolsó, tömött félkörbe szorult védelmi vonala ellen, melynek hátában már csak Pittsburgh Landing városa volt a Tennessee folyó mentén.
Beauregard döntése a háború egyik legvitatottabb katonai momentuma. Számos veterán és történész tanakodott azon, mi történt volna, ha éjjel is folytatják a rohamokat. Beauregard azt gondolta, hogy a csatát lényegében megnyerték, és reggelre kelve katonái felszámolhatják Grant ellenállását. Tudta, hogy a terep – egy meredek lejtő, melyet a Dill Branch nevű patak keresztezett – nagyon bonyolultnak számított és Grant védelmi vonalát erős tüzérség is támogatta. Azt azonban nem tudta, hogy Buell Ohio hadseregének első egységei már aznap délután megérkeztek és Granttel egyesülve április 7-én lendületes ellentámadást indítanak. A nagy hátrányba kerülő konföderációs hadsereg Corinthig vonult vissza.
Grant átmenetileg kegyvesztetté vált a váratlan támadás és a kis híján elszenvedett vereség következtében, ami miatt Henry W. Halleck vezérőrnagy átvette mindkét hadsereg fölött a parancsnokságot és egyesítette őket. Halleck óvatosan és lassan közelítette meg Beauregard corinthi erődítményeit; hadműveletét gúnyosan Corinth ostromának nevezték. Beauregard május 29-én visszavonult Corinthból Tupelo felé. Sikeresen megtévesztette Hallecket, aki azt gondolta, hogy a konföderációsok támadni fognak, mert üres vasúti vagonokat járatott ide-oda, nagy füttyögések és zajongás közepette, mintha erősítések érkeztek volna. Beauregard visszavonulásának oka nem csak a nyomasztó uniós túlerő volt, hanem a városbeli víz megfertőződése is. Április és május folyamán a konföderációs hadsereg majdnem annyi veszteséget szenvedett a fertőzött víz miatt bekövetkező halálozás következtében, mint a rendkívül véres shiloh-i csatatéren. Másrészt azonban az igen fontos vasúti csomópont harc nélküli feladása újabb vitatott döntéssé vált. Mikor pedig Beauregard Tupelóból engedély kérése nélkül egészségügyi szabadságra ment, Davis elnök felmentette a parancsnokság alól és Braxton Bragget nevezte ki helyére.
Beauregard ezzel kapcsolatban azt írta egy hadsegédjének: „Ha az ország közvéleménye megnyugvást talál benne, hogy a polcra helyez egy olyan ember, aki vagy elmebeteg, vagy árulója a belévetett legmagasabb fokú bizalomnak – ám legyen. Pihenésre van szükségem és eközben tanulmányokkal és tanulságok levonásával fogom magam felvértezni az ügyünkben elkövetkező sötét időkre, melyeket már előre látom közelegni. Ami reputációmat illeti, amennyiben megszenvedi ennek a gőg és gyűlölet megtestesülésének ármányát, akkor nem éri meg a megőrzésébe vetett fáradozást... Vígaszt jelent, hogy a különbség köztem és ezen egyén között az, hogy amennyiben ő ezen a napon elhalálozna, az egész ország ünnepelne, míg ha én tennék így, akkor sajnálkoznának.”

### Újra Charlestonban

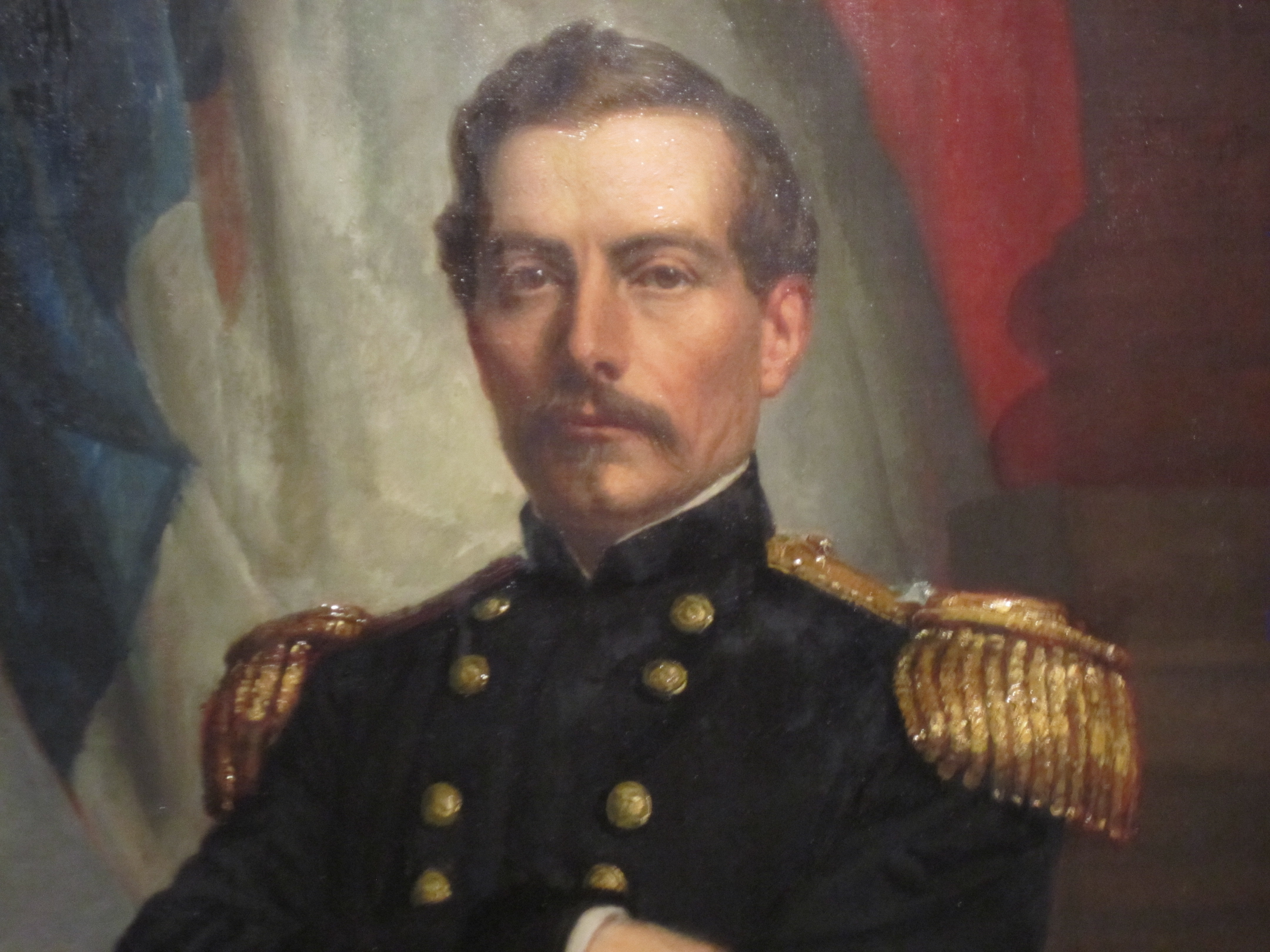
George Peter Alexander Healy 1861-ben festett Beauregard-portréjának részlete. Az eredeti a National Portrait Gallery-ben látható Washington, D.C.-ben

Beauregard kérésére a Konföderációs Kongresszusban levő politikai szövetségesei petíciót intéztek Davishez annak érdekében, hogy visszakapja a parancsnokságot a nyugati hadszíntéren. Davis azonban továbbra is dühös volt Beauregard eltávozása miatt, és azt mondta neki, hogy akkor is a posztján kellett volna maradnia, ha hordszéken kell vitetnie magát. „Még ha a világ összes embere kérne, hogy Beauregard tábornagyot helyezzem vissza beosztásába, melyet már Bragg tábornokkal töltöttem be, akkor is visszautasítanám.” Beauregard-t Charlestonba vezényelték, hogy lássa el Dél-Karolina és Georgia katonai körzetének parancsnokságát 1862. augusztus 29-től október 7-ig. Ezt követően kibővítették körzetét Dél-Karolina, Georgia és Florida államaira, melyet 1864. április 18-ig igazgatott. Elődjét, John C. Pemberton vezérőrnagyot altábornaggyá léptettek elő és Vicksburg védelmének parancsnoki teendőivel bízták meg.
Beauregard nem örült új megbízatásának, mivel azt gondolta, hogy kiérdemelte a Konföderáció egyik nagy hadseregének vezetését. Ennek ellenére sikeresen megakadályozta Charleston elfoglalását, amit az uniós tengerészeti és szárazföldi erők 1863 folyamán megkíséreltek. 1863. április 7-én Samuel Francis Du Pont ellentengernagy, az uniós blokádot kivitelező South Atlantic Blockading Squadron parancsnoka páncélozott csatahajókkal támadást indított a Charlestoni öböl ellen, melyet Beauregard erőinek hajszálpontos tüzérségi csapásai visszavertek. Júliustól szeptemberig Quincy A. Gillmore dandártábornok csapatai támadást támadásra vezettek a Morris-szigeten levő Fort Wagner elfoglalása és a kikötő, valamint a torkolat közelében fekvő erődítések elfoglalása érdekében. Eközben John A. Dahlgren ellentengernagy a kibontakozó második ostromban megpróbálta megsemmisíteni Fort Sumtert. Mivel ez utóbbi hadművelet kudarcba fulladt, a Morris-sziget sikeres elfoglalása már nem tudta fenyegetni Charlestont.
Beauregard innovatív tengerészeti védekező módszereket alkalmazott, mint például tengeralattjáró bevetésével kísérletezett, a polgárháború idején torpedónak nevezett tengeri aknákat alkalmazott. Torpedo-ramnek nevezett apró, gyors hajókat is alkalmazott, amelyek az orrból kinyúló rúdra erősített robbanószerkezettel igyekeztek ellenséges hajók vízvonal alatti részét támadni. Más konföderációs tábornokok számára is dolgozott ki stratégiákat. Kezdeményezte, hogy az államok kormányzói találkozzanak az Unió kormányzóival a nyugati államokban (ma ezt az Egyesült Államok középnyugati részének nevezik), és segítsenek egy békekonferencia létrehozásában. A Davis-kabinet elutasította az ötletet, de Davis politikai ellenfelei jócskán ki tudták használni a Kongresszusban folytatott politikai vitákban.
Beauregard előterjesztett egy átfogó háborús stratégiát is, melyben Lee hadseregéből elvont egységek segítségével a nyugati hadseregeket erősítette volna meg. A cél a Tennessee-ben levő uniós hadseregek megsemmisítése lett volna, ami egyúttal arra kényszerítette volna Grantet, hogy enyhítse az ostromlott Vicksburgre nehezedő nyomást, és ezáltal olyan helyre vezette volna seregét, ahol az akár megverhető lett volna. A konföderációs hadsereg ezután elfoglalta volna Ohiót, és ez arra ösztönözhette volna a nyugati államokat, hogy szövetségre lépjenek a Konföderációval. Eközben Angliában torpedo-ram hajók flottáját építették volna fel, mellyel visszafoglalták volna New Orleanst, és akár véget is vethettek volna a háborúnak. Nincs arra mutató információ, hogy ezt a tervet valaha is bemutatták a kormányzatnak.
A Floridában állomásozó és a Jacksonville-t megtámadó uniós csapatokat éppen visszavert katonáinak meglátogatása közben Beauregard táviratot kapott, miszerint felesége 1864. március 2-án meghalt. Caroline az uniós megszállás alatt levő New Orleansban élt és már két éve súlyosan beteg volt. Egy északi propagandát terjesztő helyi sajtótermék azt a véleményt hangoztatta, hogy férje tevékenysége fölött érzett neheztelése súlyosbította állapotát. Ezzel annyira felkorbácsolta a felháborodást Beauregard ellen, hogy felesége temetésén 6000 ember tüntetett részvételével. Nathaniel P. Banks tábornok gőzöst bocsátott a rendelkezésre, amivel felszállították a holttestet a folyón, hogy szülőföldjén temethessék el. Beauregard később arról írt, hogy hadsereg élén szeretné megmenteni „megszentelt sírját”.

### Richmond és Petersburg védelme
1864 áprilisában Beauregard már csak kevés katonai sikerre látott esélyt, mivel érezte, hogy Charleston ellen nem vezethetnek több támadást, és a hadsereg-parancsnokságra egyre nagyobb nyomás nehezedett. Betegszabadságot kért, hogy felépülhessen kimerültségéből és krónikus torokbetegségéből, de ehelyett parancsot kapott, hogy jelentkezzen az észak-karolinai Weldonban, a virginiai határ közelében azért, hogy fontos szerepet játsszon Virginia védelmében. Új állomáshelye, az Észak-Karolina és Cape Fear katonai körzetéhez tartozott ez volt Virginia államának a James Rivertől délre eső része. A körzetet április 18-án saját kezdeményezésére átnevezte Észak-Karolina és Dél-Virginia körzetére. A konföderációs hadsereg Ulysses S. Grant altábornagy küszöbön álló tavaszi hadjárata ellen készült fel, és aggasztó volt, hogy a Richmondtól dél felé vezető kritikus fontosságú hadtápvonalakat esetleg megszakíthatja ez a támadás, elvágva ezzel a fővárost és Robert E. Lee hadseregét.
|  | „Semmi nem mutatja jobban a konföderációs parancsnoki rendszer gyengeségét, mint a május-júniusi táviratváltás Davis Bragg, Beauregard és Lee között. Beauregard kitért kötelessége elől, hogy meghatározza, milyen segítséget képes adni Lee-nek; Davis és Bragg nem vállalták föl az elutasítással szembemenő döntést. Az esemény legérthetetlenebb mozzanata azonban az, hogy amikor Lee ismételten segítséget kért, a főparancsnokságon senki sem gondolta, hogy Beauregard-t akár utasítani is lehetne a Lee-hez való csatlakozásra.” |
|  | |

Mikor Grant megindította 1864-es hadjáratát Lee erői ellen, Benjamin Butler meglepetésszerű partraszállást hajtott végre a James Riveren, a Bermuda Hundred hadjárat keretében. Beauregard a fölfelé, Davis elnök katonai tanácsadójává buktatott Braxton Braggel együtt sikeresen kiharcolta, hogy kis hadseregéből ne küldjenek segítséget a Richmondtól északra levő Lee-nek. Így idejében beavatkozhatott, és Butler inkompetens hadvezetése miatt sikeresen elhárította a Lee utánpótlási vonalának láncszemét képző virginiai Petersburg elleni fenyegetést. Miután ez a térség stabilizálódott, nőtt a nyomás, hogy adjon csapatokat Lee-nek. Beauregard a Cold Harbor-i csatához küldött egy hadosztályt Robert Hoke vezetésével, de Lee sürgősen még több erősítést akart, és felajánlotta Beauregard-nak az Észak-virginiai hadsereg jobbszárnyának vezetését az együttműködés érdekében. Beuregard passzívan elutasító modorban válaszolt: „Kész vagyok mindent megtenni a siker érdekében, de katonai körzetemet nem hagyhatom el a hadügyminisztérium engedélye nélkül”.

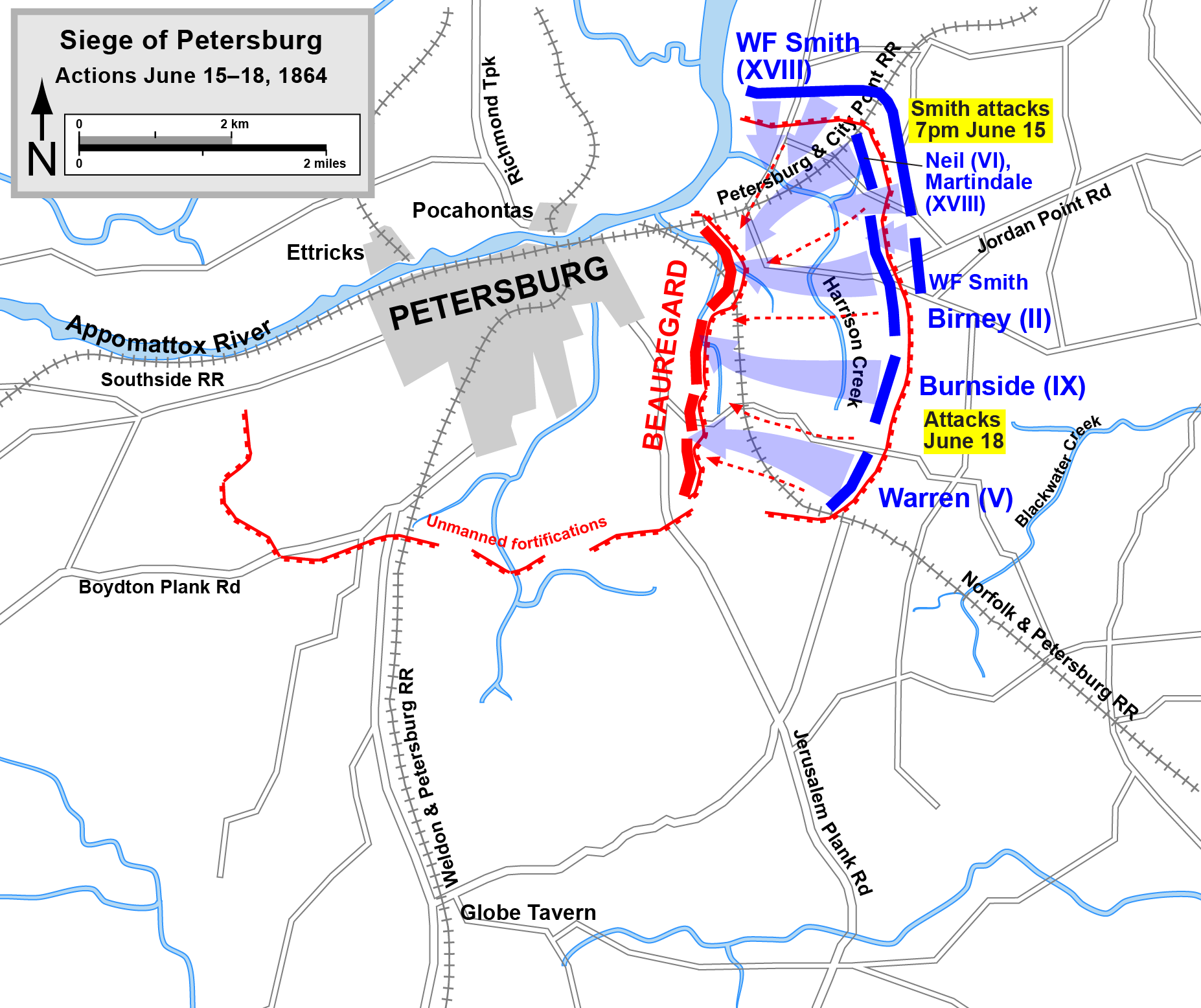
Beauregard 1864. június 15–18. közötti védelmi harcai Petersburgnél

A Cold Harbor-i ütközet után Lee és a konföderációs főparancsnokság nem tudta kiszámítani Grant következő lépését, de Beauregard stratégiai érzéke azt súgta, hogy Grant át fog kelni a James folyón, és megpróbálja elfoglalni Petersburgöt, melyet csak csekély erők biztosítottak. Petersburg kulcsfontosságú vasúti csomópont volt a Richmondba áramló utánpótlási vonalon. Annak ellenére, hogy Beauregard megjósolta Grant műveletét és kitartóan kérte a szektor megerősítését, nem tudta meggyőzni feletteseit a veszéllyel kapcsolatban. Június 15-én az 5400 főt számláló serege, melyben fiatalokat, katonakorból kiöregedetteket és a katonai kórházakból összeszedett járóképes betegeket is felvonultattak, visszaverte az 16 000 fős uniós hadsereg támadását, melyet a második Petersburgi ütközet néven ismerünk. Beauregard sokat kockáztatott a Bermuda Hundredhez vitt véderői kivonásával, de helyesen gondolta, hogy Butler nem fogja kihasználni a lehetőséget. A rizikó vállalása kifizetődőnek bizonyult, mivel sikerült megtartani Petersburgöt Lee hadseregének beérkezéséig, s ezzel élete legkiemelkedőbb hadseregparancsnoki teljesítményét nyújtotta.
Beauregard Petersburg ostromának kezdeti fázisában is tovább irányította a védelmet. Az augusztus 18–21-ig tartó Globe kocsma melletti csata eredményeként elvesztett Weldon vasút miatt súlyos kritikák kereszttüzébe került, hogy miért nem támadott lendületesebben és nagyobb erőkkel, ami végül a Lee alatti beosztással való elégedetlenségéhez vezetett. Önálló hadseregparancsnoki poszt elnyerését akarta elérni, de reményeit lelohasztotta, hogy Lee Jubal A. Early altábornagyot választotta a Shenandoah-völgy elleni vállalkozás parancsnokának, mely Washingtont fenyegette, illetve Davis elnök John Bell Hooddal váltotta föl az Atlantát egyre fogyó reménnyel védelmező Joseph E. Johnstont.

### Visszatérés a nyugati hadszíntérre
1864 szeptemberében, Atlanta eleste után Davis elnök fontolóra vette John Bell Hood leváltását, és megkérte Robert E. Lee-t, hogy tudja meg, vajon érdekelné Beauregard-t a Tennessee hadsereg vezetése. Beauregard-t érdekelte, de nem világos, hogy vajon Davis komolyan fontolóra vette-e a leváltást, mert végül annyiban hagyta a dolgot. Davis és Beauregard október 2-án Augustában találkoztak, ahol előbbi felajánlotta utóbbinak az öt déli államra kiterjedő Department of the West adminisztratív hivatal irányítását, benne Hood és Richard Taylor hadseregeivel. Ez azonban hálátlan feladat volt, mindössze logisztikai és tanácsadó kötelezettségeket rótt rá, valódi operatív irányítási hatáskört nem adott, hacsak végveszélyben nem kellett személyesen a hadsereg védelme alá vonulnia. Ennek ellenére, hogy csinálhasson valamit, elfogadta a megbízatást.
1864 őszén a fő katonai műveletek a Hood kezdeményezte Franklin-Nashville hadjáratban folytak. Beauregard azon tanácsa ellenére indította ezt a Tennessee elleni támadást, miszerint annak kevés hadműveleti és logisztikai értelmét látja. Hood nem adta meg a körzet parancsnokának járó tiszteletet Beauregard-nak, terveit csak vonakodva közölte, és hadműveletei során figyelmen kívül hagyta az utánpótlási vonalát fenyegető tényezőket, miáltal Beauregard nem tudta ellátni feladatát. Miközben Hood Alabamán keresztül Tennessee-be indult William T. Sherman vezérőrnagy Atlantától Savannah-ig tört előre, mely Beauregard figyelmét megint Georgiára vonta. Elégtelen mennyiségű, mindössze 20 000 főre rúgó csapatok felett diszponálva nem volt képes eldönteni, hogy a partvidéket, vagy Augusta környékét védje, és mivel egyiket sem akarta megfosztani védelmétől, ezért csekély erejét nem tudta összpontosítani. Így Sherman előrenyomulását nem tudta sem megállítani, sem hatásosan késleltetni. Emellett Sherman kiváló teljesítményt nyújtva tévesztette meg a Konföderációt közvetlen és végső célja tekintetében. Savannah december 21-én elesett, majd Sherman hadserege északra fordult és januárban elérte Dél-Karolinát. December végén Beauregard tudomására jutott, hogy Hood hadseregét a nashville-i csatában súlyosan megverték, és alig néhány ember maradt fegyverfogható állapotban, akik megállíthatnák Shermant.
Beauregard megpróbálta szétaprózódott erőit összpontosítani, mielőtt Sherman elérte volna a Dél-Karolina fővárosát, Columbiát. Richmondba küldött táviratait hitetlenkedéssel fogadták. Davis és a vezérkari főnöknek kinevezett Lee nem tudta elhinni, hogy Sherman működő utánpótlási vonal nélkül nyomul előre, éspedig olyan sebességgel, ahogy azt Beauregard jelentette. Február 17-én Lafayette McLaws feladta Columbiát és Sherman csapatai felégették a várost. Beauregard ekkor a következő táviratot küldte Davisnek: „Amennyiben az ellenség Charlotte-on és Salisburyn keresztül betör Észak-Karolinába, amely majdhogynem bizonyos, határozottan szükségesnek találom 35 000 főnyi gyalogság és tüzérség összevonását az utóbbi ponton, abból a célból, hogy harcba bocsátkozzunk és megsemmisítsük, majd ezt követően mind erőnket Grant ellen koncentrálva Washington ellen vonuljunk és a béke feltételeit diktálhassuk. Hardee és jómagam körülbelül 15 000 katonát tudunk összegyűjteni Cheatham és Stewart egységeit nem számítva, mert azok valószínűleg nem érnek oda időben. Ha Lee és Bragg további kb. 20 000 főt fel tudnak szabadítani, akkor a Konföderáció sorsa biztosítható.” Az elképesztően hurráoptimista és a valódi körülményeket teljesen figyelmen kívül hagyni látszó táviratot Davis továbbította a vezénylő tábornoknak kinevezett Lee-nek, aki azt válaszolta rá, hogy a szándék ugyan dicséretes, de az eszközök nyilvánvalóan hiányzanak hozzá. A katonai, kormányzati körökből szorgalmazni kezdték Beauregard leváltását. Ehhez csatlakozva Lee Beauregard gyenge egészségére hivatkozva azt ajánlotta az elnöknek, hogy váltsa föl Joseph E. Johnstonnal, ami 1865. február 22-én megtörtént.
Beauregard együttműködő és udvarias volt Johnstonnal, de keserű kiábrándultságot érzett. A háború hátralevő részében Johnston beosztottja maradt és rutinfeladatokat végzett, harctéri megbízatást nem kapott. Johnston Beauregard társaságában találkozott Davis elnökkel 1865. április 13-án, és a konföderációs hadseregről nyújtott áttekintésük segített meggyőzni Davist, hogy Johnston találkozhasson Shermannal és tárgyalhasson a megadásról. 1865. április 26-án az észak-karolinai Durhamben mindketten letették a fegyvert, és május 2-án Greensboroban kegyelmet kaptak. Beauregard Mobile-ba utazott és egy szállítóhajón visszatért szülővárosába, New Orleansba.

## A háborút követő életút

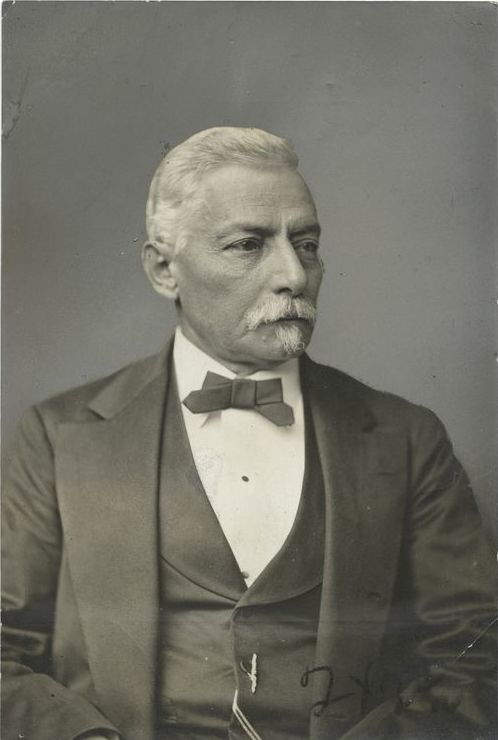
Az idősödő Beauregard

A háború után Beauregard vonakodott kegyelemért folyamodni és hűségesküt tenni, de Johnston és Lee is unszolták, ezért New Orleans polgármestere előtt 1865. szeptember 16-án letette az esküt. 1868. július 4-én Andrew Johnson elnök széles körű kegyelmet adott konföderációs tisztek számára, amely Beauregard-ra is vonatkozott. Az amerikai állampolgársághoz tartozó hivatalviselési jogot 1876. július 24-én kapta vissza Grant elnök aláírásával, miután petíciót intézett a Kongresszushoz, és törvényben rögzítették jogainak visszaadását.
Beauregard 1865-ben állásért folyamodott a brazil hadsereghez, de végül elutasította az ajánlatot. Magyarázata szerint Johnson elnök Dél iránt mutatott jóindulata miatt változtatta meg szándékait. „Inkább élek itt, szegényen és elfelejtve, mintsem hogy megbecsültségben és gazdagságban fürödjek egy idegen országban.” Szintén elutasította a román és az egyiptomi ajánlatokat, hogy legyen parancsnoka a hadseregnek.
Lévén egész életében a Demokrata Párt támogatója, Beauregard a republikánusok ellenében fejtett ki politikai tevékenységet a rekonstrukció folyamán. A rekonstrukció visszásságai fölött érzett haragjával magyarázhatóak a hazájában maradással kapcsolatos kétségei és az idegen hadseregekkel való kacérkodás, melyet 1875-ben zárt le. Az állampolgári jogok érdekében és a felszabadított rabszolgák szavazati joga mellett érvelő Reform Pártban fejtett ki tevékenységet, remélve, hogy a négerek és a demokraták közötti együttműködés megteremtésével a radikális republikánusokat kiszavazhatják az állami törvényhozásból.
Beauregard 1865 októberében a New Orleans, Jackson and Great Northern vasúttársaság főmérnöke és felügyelője lett, 1866-ban pedig a társaság elnökévé nevezték ki. 1870-ben ellenséges felvásárlás következtében elveszítette pozícióit. Emellett viszont a New Orleans and Carrollton Street Railway elnöki tisztjét is betöltötte 1866 és 1876 között, ahol kifejlesztett egy kábelmeghajtású utcai vasúti kocsitípust. Beauregard felvirágoztatta a társaságot, de 1876-ban a részvénytulajdonosok leváltották, amikor a cég menedzsmentje fölött közvetlen ellenőrzést akartak szerezni.

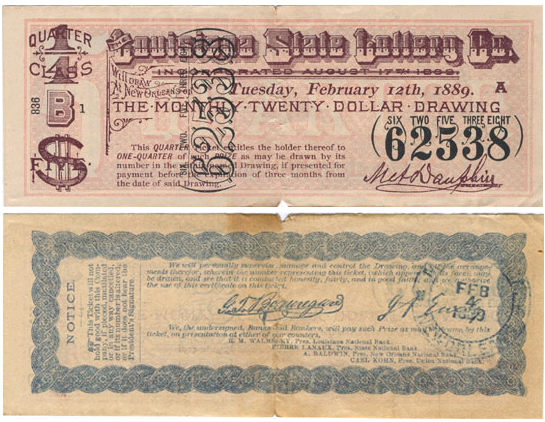
Louisiana State Lottery hátoldalán látható aláírása

A két vasúttársaság igazgatói székének elvesztése után Beauregard civil mérnöki hivatását űzve több más cégnél töltött be különböző állásokat, de egzisztenciáját csak 1877-ben, a Louisiana State Lottery Company, a Louisianai Lottótársaságnál történt munkavállalása biztosította. Konföderációs tábornoktársa, Jubal Anderson Early társaságában elnökölte a lottóhúzásokat és számos nyilvánosság előtti fellépést, mellyel elismertséget szereztek a vállalkozásnak. 15 évig a két tábornok látta el ezeket a feladatokat, de ezt követően a közvéleménynek elege lett a kormányzat által támogatott szerencsejátékból és lottózásból, és törvényileg betiltották ezt a tevékenységet.
Beauregard hadászati témájú könyvei az 1863-ban kiadott Principles and Maxims of the Art of War, a Report on the Defense of Charleston, az 1891-ben megírt A Commentary on the Campaign and Battle of Manassas. Barátja, Alfred Roman könyvének, az 1884-es The Military Operations of General Beauregard in the War Between the States-nek fel nem tüntetett társszerzője volt. Szintén hozzájárult a Century Illustrated Monthly Magazine 1884 novemberi kiadásában megjelent The Battle of Bull Run című cikk megírásához. Ezen idő alatt Beauregard és Davis cikkek hosszú sorát jelentette meg, amelyekben egymást okolták a konföderációs vereség miatt.
Beauregard 1879 és 1888 között a Louisiana állami milícia szárnysegédje volt. 1888-ban megválasztották a New Orleans-i közmunkák felügyelő biztosának. Amikor 1879-ben John Bell Hood és felesége tíz nyomorgó árvát maga után hagyva meghalt, Beauregard – befolyását kihasználva – kiadatta Hood emlékiratait, és annak teljes jövedelmét a gyermekek számára biztosította. Virginia kormányzója Beauregard-t jelölte Robert E. Lee richmondi szobrának alapkőletételi ünnepségének szervezőjének. Amikor Jefferson Davis 1889-ben meghalt, Beauregard elutasította a temetési szertartás levezetését, mondván „Örök ellenségeskedésben álltunk. Nem tudok úgy tenni, mintha sajnálnám, hogy elment, hiszen nem vagyok képmutató”.
Beauregard álmában halt meg New Orleans-ban. A halál oka szívgyengeség, keringési összeomlás és valószínűleg szívizomgyulladás volt. Edmund Kirby Smith, a Konföderáció utolsó életben levő tábornagya búcsúztatta a gyászszertartáson, és földi maradványait a Tennessee hadsereg kriptájába, a történelmi Metairie temetőben helyezték örök nyugalomra.

## Beauregard emlékezete

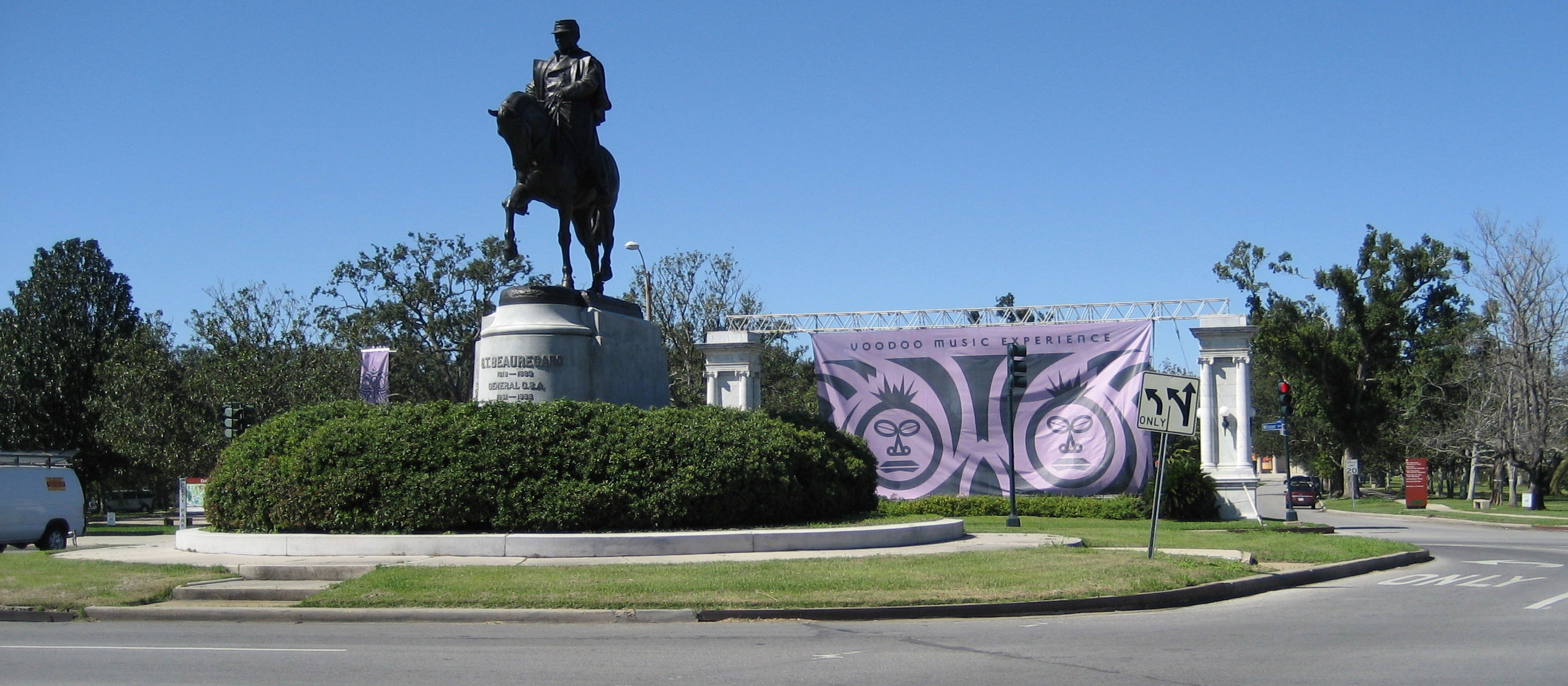
Beauregard lovasszobra New Orleansban

A nyugat-louisianai Beauregard egyházközséget az egykori tábornagyról nevezték el, szintúgy mint a korábban az Egyesült Államok katonai bázisát, Camp Beauregard-t, valamint a Nemzeti Gárda Pineville melletti bázisát Közép-Louisianában.
Alabamában, Lee megyében Beauregard-ról neveztek el külterületet.
Alexander Doyle lovasszobra Beauregard-t ábrázolja, amely New Orleansban, a Beauregard Circle-nél látható, az Esplanade Avenue és a City Park találkozásánál. Beauregard New Orleans-i lakhelyét ma Beauregard-Keyes háznak hívják, és múzeumházként szolgál.
Az amerikai polgárháború történetét számos film feldolgozta már. Beauregard tábornok szerepében játszott Donald Sutherland az 1999-es Hunley – Harc a tenger alatt című filmben, valamint karakterét két epizódban is Chris Mekow alakította a Civil War: The Untold Story (2014) című amerikai sorozatban.

## Fordítás
- Ez a szócikk részben vagy egészben  a   P. G. T. Beauregard című angol Wikipédia-szócikk ezen változatának fordításán alapul.  Az eredeti cikk szerkesztőit annak laptörténete sorolja fel. Ez a jelzés csupán a megfogalmazás eredetét és a szerzői jogokat jelzi, nem szolgál a cikkben szereplő információk forrásmegjelöléseként.

## Beuregard életével foglalkozó irodalom
- Conrad, Glenn R.. Dictionary B, A Dictionary of Louisiana Biography, első kötet [archivált változat] (angol nyelven). New Orleans: Louisiana Historical Association (1988). Hozzáférés ideje: 2015. január 20. [archiválás ideje: 2010. október 13.]
- Robertson, William Glenn. Backdoor to Richmond: The Bermuda Hundred Campaign, April–June 1864 (angol nyelven). Baton Rouge: Louisiana State University Press (1987)
- Roman, Alfred. The Military Operations of General Beauregard in the War between the States, 1861 to 1865: Including a Brief Personal Sketch and a Narrative of his Services in the War with Mexico, 1846-8 (angol nyelven). New York: Da Capo Press [1884 (Harper & Brothers)] (1994)
- Wintes, John D.. The Civil War in Louisiana (angol nyelven). Baton Rouge: Louisiana State University Press (1963)